# Роббен, Арьен
А́рьен Ро́ббен (нидерл. Arjen Robben, произношение [ˈɑrjən ˈrɔbən]; род. 23 января 1984 года, Бедюм) — нидерландский футболист, полузащитник. Выигрывал чемпионаты четырёх стран: Нидерландов, Англии, Испании и Германии.
Победитель Лиги чемпионов 2012/13 в составе «Баварии», забил решающий мяч на 89-й минуте и был признан лучшим игроком финального матча. Серебряный (2010) и бронзовый (2014) призёр чемпионатов мира. Всего за карьеру принимал участие в трёх чемпионатах мира (2006, 2010, 2014) и трёх чемпионатах Европы (2004, 2008, 2012). Входит в 10-ку лидеров в истории сборной Нидерландов по количеству сыгранных матчей и забитых мячей.
Главными игровыми качествами Роббена являлись высокая скорость и работоспособность, дриблинг, сильный и точный удар левой ногой.

## Клубная карьера
Роббен родился в городе Бедюм. Он начал свои выступления в местной команде «Бедюм». В «Бедюме» Роббен тренировался по методу, созданному голландским тренером Вилом Курвером и названному в его честь. Игра Роббена и его футбольные навыки привлекли к нему внимание местного клуба «Гронинген», с которым Арьен подписал свой первый профессиональный контракт.

### «Гронинген»
Начиная с сезона 1999—2000, Роббен стал привлекаться к тренировкам с молодёжным составом команды. В ноябре 2000 года Роббен впервые был в заявке основной команды на матче чемпионата Нидерландов с «Твенте», однако на поле не вышел. 3 декабря 2000 года, в матче чемпионата с «Валвейком», Роббен впервые вышел на поле в составе «Гронингена», заменив на 79-й минуте травмированного Леонардо. В последующих матчах сезона Роббен завоевал место в основном составе команды, проведя 18 матчей, в которых забил 2 гола. По окончании своего первого сезона в клубе Роббен был назван игроком года в «Гронингене». В следующем сезоне Роббен провёл в команде 28 матчей и забил 6 голов. Летом 2002 года Роббен был куплен клубом ПСВ (Эйндховен), заплатившим за трансфер вингера 3,9 млн евро.

### ПСВ
В первом сезоне за ПСВ Роббен провёл 33 матча и забил 12 голов. По окончании сезона его назвали игроком года в ПСВ вместе с нападающим Матея Кежманом, с которым Роббен создал тандем в атаке команды, названный болельщиками ПСВ «Бэтмен и Роббен». Эти два форварда помогли ПСВ выиграть чемпионат Голландии, по окончании которого Арьен получил звания «Футбольный талант года в Нидерландах» и «Приз Йохана Кройфа». На следующий год Роббен стал с ПСВ серебряным призёром чемпионата Нидерландов. По ходу сезона, Роббен съездил в Англию, где встретился с главным тренером клуба «Манчестер Юнайтед» Алексом Фергюсоном. «Манчестер» предложил за трансфер голландца 7 млн евро, однако эта сумма не устроила президента ПСВ, Харри ван Рая, сказавшего, что за эту сумму «Манчестер» может купить только футболку с автографом Роббена. Через несколько дней, другой английский клуб, «Челси», предложил за Роббена 18 млн евро; эта сумма устроила руководителей ПСВ. Окончание сезона прошло для Роббена неудачно: он травмировал колено, из-за чего пропустил несколько игр. Всего в чемпионате он провёл 23 матча и забил 5 голов.

### «Челси»
Роббен был вынужден пропустить начало своего первого сезона в Англии из-за травмы, полученной в товарищеской игре с итальянским клубом «Рома», где Арьен в столкновении с Оливье Дакуром получил перелом плюсневой кости. В результате он смог дебютировать в составе «синих» лишь в ноябре, в игре Премьер-лиги с «Эвертоном», где был признан игроком матча. Свои первые матчи Роббен провёл хорошо, за что получил титул игрока месяца в АПЛ. В чемпионате Англии 2004—2005 Роббен провёл 18 матчей и забил 7 голов. Небольшое количество игр связано с периодическими травмами, которыми страдал Арьен. Также, в этот период у него обнаружилась опухоль яичка, которая оказалась доброкачественной и была без последствий успешно удалена. За свою игру Роббен номинировался на звание лучшего молодого игрока АПЛ, но уступил нападающему «Манчестер Юнайтед» Уэйну Руни. В том же сезоне Роббен получил травму в матче с «Блэкберн Роверс», из-за которой был вынужден пропустить несколько важных матчей Лиги чемпионов.
В чемпионате 2005—2006 Роббен провёл 28 матчей и забил 6 голов, чем помог своему клубу выиграть английскую Премьер-лигу. В том же сезоне, в матче с «Ливерпулем», который «Челси» выиграл 2:0, Роббен стал участником неспортивного эпизода игры. В одном из моментов он сказал несколько неприятных слов голкиперу «красных» Пепе Рейне, за что вратарь схватил его за лицо. После этого Роббен картинно упал на газон, а Рейна за свои действия получил красную карточку. После игры ливерпульский голкипер сказал: «Роббен достаточно преуспел в сценическом искусстве, чтобы получить „Оскар“». Главный тренер «Ливерпуля» Рафаэль Бенитес на послематчевой пресс-конференции пошутил, что он скоро собирается в больницу, чтобы проверить условия содержания Роббена. Также Роббен получил две красные карточки, в матче с «Сандерлендом» и «Вест Бромвич Альбионом».
В 2006 году в «Челси» перешёл Михаэль Баллак. С его приходом главный тренер лондонского клуба Жозе Моуринью изменил схему, став использовать трёх центральных полузащитников и отказавшись от услуг вингеров. В ноябре Моуриньо всё же дал возможность Роббену играть, что стало возможным после травмы Джо Коула. 23 декабря 2006 года Роббен был признан лучшим игроком матча с «Уиган Атлетик», где голландец забил два мяча и сделал голевую передачу, принеся победу своей команде. Через месяц, 20 января 2007 года, в матче с «Ливерпулем» Роббен получил травму верхней части ноги. Он вернулся на поле в феврале в матче с «Мидлсбро», где был соавтором гола, забитым в свои ворота защитником «Боро», Абелом Шавьером; «Челси» матч выиграл со счётом 3:0. 25 февраля, в матче Кубка футбольной лиги против «Арсенала», Роббен вышел на замену во втором тайме и на 84-й минуте игры сделал голевой пас на Дидье Дрогба, который принёс «Челси» победу. В конце марта 2007 года Роббен подвергся операции на колене, которую был вынужден сделать после матча в составе сборной Нидерландов, где Арьен получил травму. Последним матчем Роббена за «Челси» стала игра 19 мая с «Манчестер Юнайтед» в финале Кубка Англии.
Летом 2007 года испанский клуб «Реал Мадрид» заинтересовался двумя игроками «Челси», Роббеном и Баллаком, которых хотел видеть главный тренер «Королевского клуба», Бернд Шустер. Особенно сильно Шустер хотел видеть в своей команде Баллака, однако президент «Реала», Рамон Кальдерон согласился только на покупку Роббена. После перехода, Роббен на официальном сайте «Челси» оставил послание фанатам команды: «Мне трудно уезжать, потому что я прекрасно провёл свои три года в «Челси», и я обрёл множество друзей. У меня совсем не было времени, чтобы сказать до свидания, потому что сделка была заключена в среду в 10 часов вечера, а следующим утром я должен был улетать. Если бы я имел хотя бы один свободный день, то я хотел бы вернуться назад и сказать до свидания и большое спасибо фанатам, потому что они всегда хорошо относились ко мне. За мои три года я выиграл все призы, которые можно выиграть в Англии».

### «Реал Мадрид»

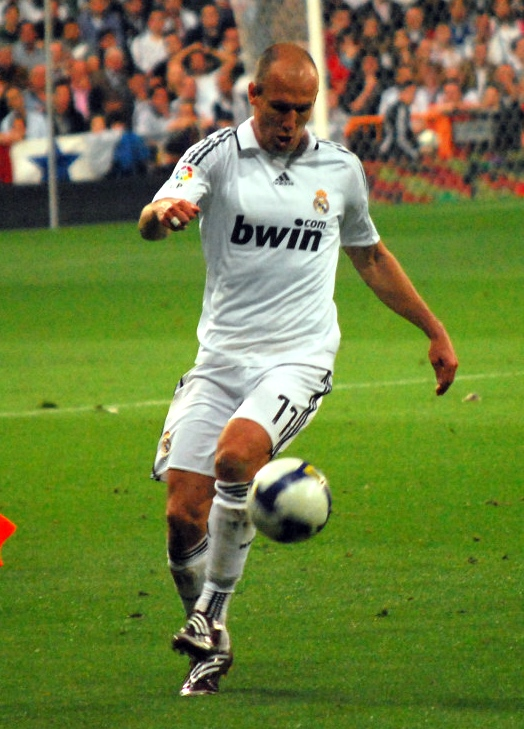
Роббен в составе «Реала»

22 августа 2007 года Роббен стал игроком «Реала», подписав контракт на 5 лет. За переход полузащитника «Реал» выплатил «Челси» сумму в 36,55 млн евро. Эта покупка стала 5-й по сумме трансфера в истории «Реала», после Зинедина Зидана, Луиша Фигу, Дэвида Бекхэма и Роналдо. Купив Роббена, Рамон Кальдерон, президент «Реала», выполнил одно из обещаний своей избирательной кампании. 24 августа Роббен был представлен как игрок «Реала», вместе с аргентинским защитником Габриэлем Хайнце. На презентации футболистов присутствовало 5000 зрителей, перед ними Роббен сказал: «Сейчас я живу во сне, я — игрок Мадрида, белый». Роббен дебютировал в составе «Реала» 18 сентября в матче Лиги чемпионов с «Вердером», заменив на 84-й минуте Рауля. 17 октября Роббен получил травму в матче сборной, из-за чего не выступал на протяжении полутора месяцев. 2 января Роббен забил свой первый гол за «Реал», открыв счёт в матче Кубка Испании с «Аликанте»; победа Реала 2:1. 10 февраля Роббен забил первый гол в чемпионате Испании, поразив ворота «Вальядолида». 4 мая в матче с «Осасуной», Роббен сравнял счёт на 87 минуте встречи, а затем гол забил Гонсало Игуаин, принеся победу «Реалу» в матче и чемпионате Испании. Этот титул позволил Роббену стать чемпионом в 3-х различных странах. Несмотря на то, что Роббен являлся игроком основного состава, он получил 5 травм за сезон, проведя лишь 21 встречу.
В начале сезоне 2008/09 Роббен помог «Реалу» завоевать Суперкубок Испании в противостоянии с «Валенсией»; в домашнем для «Реала» матче, выигранном со счётом 4:2, Роббен был признан лучшим игроком встречи. После ухода из «Реала» бразильца Робиньо, Роббен стал приобретать всё большую роль в игре «Реала», однако сам голландец сказал, что главное — это хорошая команда. В декабре 2008 года Бернд Шустер был заменён на посту тренера «Реала» Хуанде Рамосом. Новый наставник не видел Роббена в составе, сказав, что без него у «Реала» получается более коллективная игра, что лучшие матчи команда провела без него, и что у «Королевского клуба» нет Роббено-зависимости. Несмотря на недоверие тренера, Роббен провёл в чемпионате 29 матчей и забил 7 голов, став одним из лучших бомбардиров клуба. Несмотря на хорошие игровые показатели, Роббен за два сезона провёл лишь 40 % матчей, травмируясь, в среднем, каждые 5 дней.

### «Бавария» Мюнхен
Летом 2009 года Роббен был выставлен на трансфер. Причиной этому стала покупка «Реалом» двух футболистов, Криштиану Роналду и Кака. Вскоре Роббен был куплен немецким клубом «Бавария» Мюнхен, заплатившим за трансфер голландца 25 млн евро. Сам Роббен сказал, что не хотел уходить из «Реала», но клуб решил самостоятельно продать его. 28 августа 2009 года Роббен стал игроком «Баварии», подписав контракт на 4 года. Он получил в клубе номер 10, который последний раз носил в команде его соотечественник Рой Макаай. Прибыв в Мюнхен, Роббен сказал: «Здесь я чувствую себя желанным. Это большой клуб с большой историей, и я доволен тем, что я здесь». 29 августа Роббен дебютировал в клубе в матче с «Вольфсбургом», прошлогодним чемпионом Германии, в котором Арьен, выйдя после перерыва, забил два гола.

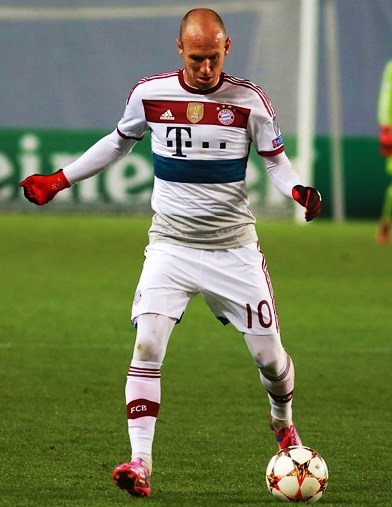
Роббен в матче против московского ЦСКА в 2014 году.

30 сентября в матче Лиги чемпионов с «Ювентусом» Роббен получил травму, выбыв на месячный срок. Роббен восстановился полностью ко второму кругу. В матче с «Хоффенхаймом» отыграл хорошо и был признан лучшим игроком матча. В последующих двух играх, с «Вердером» и «Майнцем», Роббен также признавался лучшим игроком встречи, забив по голу со штрафных ударов. В следующей игре, против «Вольфсбурга», Роббен забил гол на второй минуте встречи, а его клуб победил 3:1. В 1/8 финала Лиги чемпионов Роббен забил гол, который принёс его команде победу и вывел в 1/4 финала турнира; по мнению Себастьяна Фрея и Бастиана Швайнштайгера, гол получился очень красивым.
Через 4 дня Роббен, забив 2 гола, принёс победу своему клубу в чемпионате Германии над «Фрайбургом». 25 марта 2010 года Роббен забил гол в ворота «Шальке-04», который вывел «Баварию» в финал Кубка Германии; за выступления в этом матче главный тренер мюнхенцев, Луи ван Гаал назвал игру Арьена «бесподобной». В 1/4 финала Лиги чемпионов против финалиста прошлогоднего турнира, «Манчестер Юнайтед», Роббен забил гол, который вывел мюнхенский клуб в полуфинал; мяч получился очень красивым.

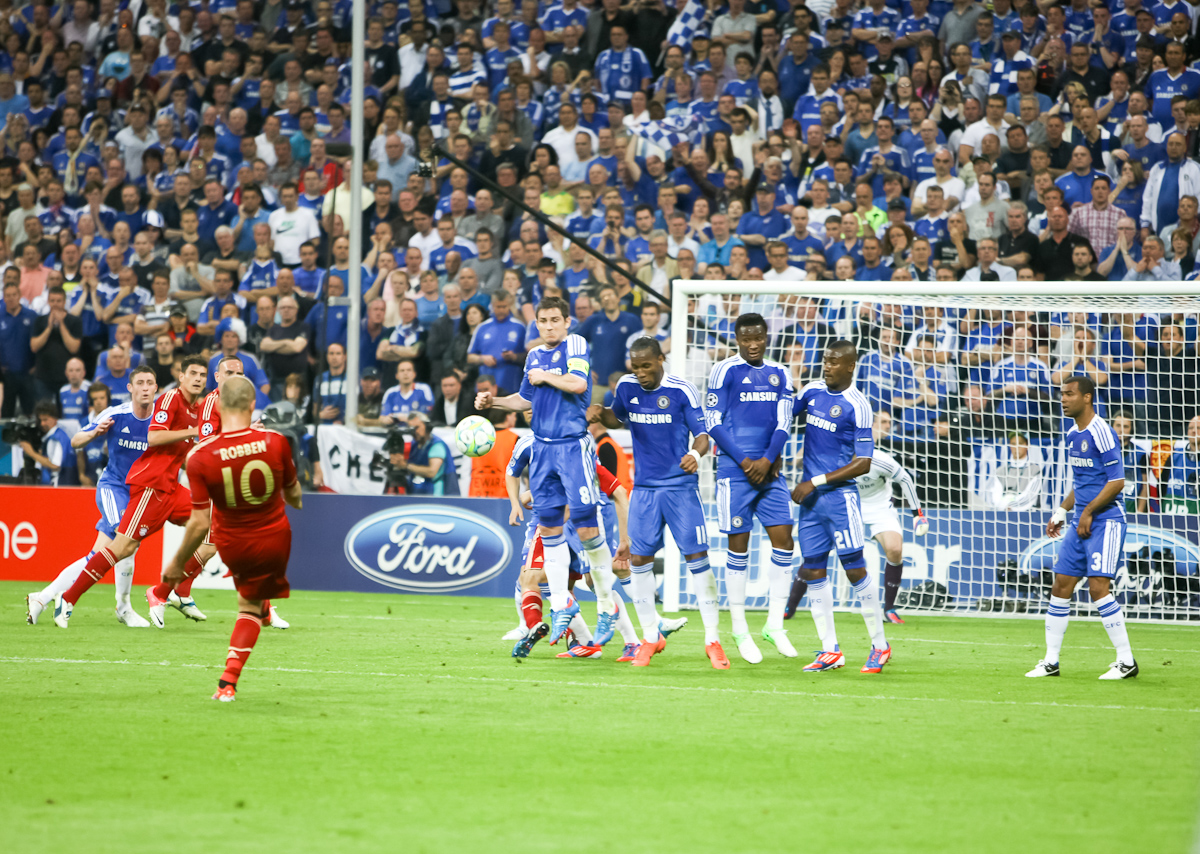
Арьен исполняет штрафной удар в матче против Челси в финале Лиги чемпионов УЕФА.

По итогам немецкого сезона «Бавария» выиграла чемпионат и Кубок Германии, а также дошла до финала Лиги чемпионов, где проиграла миланскому «Интеру». Также Роббен был признан лучшим футболистом Германии, набрав 71,2 % голосов. Сам Роббен сказал следующее :
«Удивительно, но это один из лучших сезонов в моей карьере. С первого дня я чувствовал себя в Мюнхене хорошо. Меня здесь очень тепло приняли. В „Баварии“ мне очень комфортно, и это главная причина того, что в течение всего сезона я был здоров и находился в хорошей форме. Именно поэтому, думаю, я провожу отличную кампанию».
Летом 2010 года Роббен усугубил травму, полученную накануне чемпионата мира, из-за чего не выступал полгода. Сам игрок сказал: «Думаю, что это был самый худший этап в моей карьере. Твоё тело требует работы и тренировки, однако у тебя нет возможности для этого. И ты прекрасно осознаешь, что необходим довольно-таки длительный отрезок времени, прежде чем ты сможешь приступить к тренировкам». В январе 2011 года Арьен вернулся на поле. В матче с «Вердером» Арьен схватил своего одноклубника Томаса Мюллера за горло, будучи недоволен тем как тот отреагировал на то, что голландец не отдал ему передачу.
Осенью 2011 года Арьен переносит хирургическую операцию, в ходе которой ему была удалена грыжа.
19 мая 2012 года в финале Лиги чемпионов Арьен, при счёте 1:1 не реализовал пенальти в дополнительное время; этот пенальти мог поставить точку в матче, но удар Арьена был парирован голкипером «Челси» Петром Чехом. «Бавария» проиграла матч в серии пенальти. Несмотря на общественное давление, винившее Арьена в провале финальной игры ЛЧ и сезона в Бундеслиге, клуб продлил контракт с игроком на срок до 30 июня 2015 года. Год спустя в финале Лиги чемпионов, 25 мая 2013 года Роббен сначала отдал голевую передачу, а на 89-й минуте при счёте 1:1 забил победный гол в ворота дортмундской «Боруссии».
4 июля 2019 года объявил о завершении карьеры профессионального футболиста.

### «Гронинген»
27 июня 2020 года в социальных сетях «Гронингена» появилась информация о том, что Арьен Роббен возобновляет карьеру и присоединяется к родному клубу в качестве футболиста. 13 сентября 2020 года вышел на поле в первом официальном матче после возвращения в первом туре Чемпионата Нидерландов, но уже на 30-й минуте был заменен из-за мышечного повреждения. В сезоне 2020/21 вышел на поле 7 раз и оформил 2 голевые передачи. 15 июля 2021 года на своей странице в социальной сети «Instagram» повторно объявил о завершении игровой карьеры.

## Международная карьера

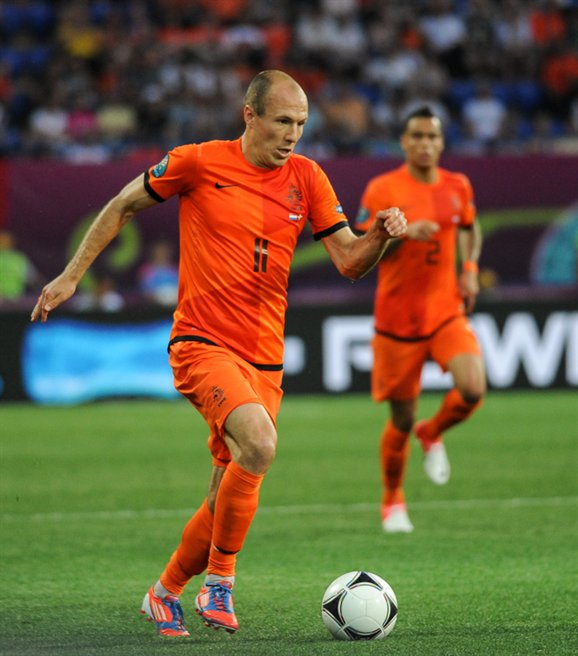
Роббен на чемпионате Европы 2012

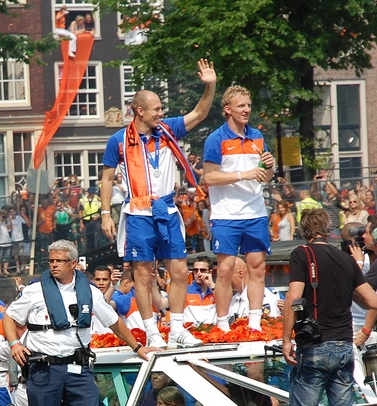
Роббен и Дирк Кёйт

В составе сборной Нидерландов Роббен дебютировал 30 апреля 2003 года в товарищеском матче со сборной Португалии, заменив на 77-й минуте Марка Овермарса. Игра завершилась со счётом 1:1. Также в этом матче дебютировал другой молодой футболист — Уэсли Снейдер. В своей третьей игре за Нидерланды 11 октября 2003 года против Молдавии в квалификации к чемпионату Европы 2004 года Роббен на 64-й минуте заменил Марка Овермарса, а на 88-й минуте забил свой первый гол за сборную. В итоге матч закончился со счётом 5:0 в пользу голландцев.
На Евро 2004 Арьен провёл 4 игры. В первом матче турнира со сборной Чехии он был заменён на 66-й минуте. На тот момент счёт был 2:1 в пользу Нидерландов, однако в итоге голландцы проиграли со счётом 2:3. Тогда решение главного тренера команды Дика Адвоката о замене Роббена подверглось критике. В четвертьфинальном матче со шведами Арьен забил решающий пенальти в послематчевой серии и вывел сборную Нидерландов в полуфинал. Эта серия пенальти стала для голландцев первой выигранной серией пенальти в истории.
17 августа 2005 года в товарищеском матче с Германией Роббен сделал свой первый «дубль» в игре за национальную команду, матч завершился вничью (2:2). В 2006 году в составе сборной Арьен поехал на чемпионат мира. В первой для голландцев игре мундиаля с Сербией Роббен на 18-й минуте забил единственный во встрече гол, за что был признан игроком матча. В игре с Кот-д’Ивуаром Арьен во второй раз был признан лучшим игроком встречи, став 8-м футболистом на турнире, получившим это звание более одного раза.
На чемпионат Европы 2008 года Роббен отправился, будучи не стопроцентным игроком основного состава. Тогда главный тренер национальной команды Марко Ван Бастен изменил традиционную схему игры Голландии с 4-3-3 на 4-2-3-1, где трио полузащиты состояло из Дирка Кёйта, Уэсли Снейдера и Рафаэля ван дер Варта. А Роббен был вынужден бороться за место в составе с Робином ван Перси на левом фланге нападения. К тому же перед турниром Арьен получил травму, о чём Ван Бастен очень жалел. В матче с Францией Роббен, выйдя на замену, забил гол. В итоге его команда победила со счётом 4:1. Футболист также выходил на замену в матче с Румынией.
Затем Арьен получил травму паха и не смог принять участие в матче 1/4 финала со сборной России, где Голландия в дополнительное время проиграла со счётом 1:3.
Накануне чемпионата мира 2010 Роббен получил травму левого колена. Из-за этого ему пришлось пропустить первые два матча со сборными Дании и Японии, выйдя на поле на 73-й минуте лишь в третьем матче против Камеруна. Первый гол на чемпионате Роббен забил на 18-й минуте в игре со сборной Словакии и, тем самым, помог своей сборной выйти в 1/4 финала. Свой второй гол Арьен забил головой в ворота сборной Уругвая на 73-й минуте матча. Благодаря этому голу сборная Нидерландов впервые за 32 года вышла в финал чемпионата мира. Однако в финале голландцы проиграли сборной Испании в дополнительное время со счётом 0:1 (при счёте 0:0 Арьен не реализовал выход один на один с испанским голкипером Икером Касильясом).
На чемпионате Европы 2012 года голландцы заняли последнее место в группе, не набрав ни одного очка в матчах против сборных Дании, Германии и Португалии. Арьен выходил в стартовом составе во всех трёх матчах группового этапа и отметился голевой передачей в игре с португальцами.
Чемпионат мира 2014 года в целом получился удачным как для всей сборной Нидерландов, так и для Роббена. Уже в первом матче турнира голландцы произвели сенсацию разгромив действующих чемпионов мира и Европы испанцев со счётом 5:1. В той игре Роббен записал на свой счёт два мяча, причём перед тем как поразить ворота соперника во второй раз, он установил скоростной рекорд, разогнавшись до 37 км/ч. В матче со сборной Австралии Арьен так же сумел отметиться забитым мячом и был признан лучшим игроком матча. В заключительной игре группового этапа против Чили Роббен отдал результативную передачу на Мемфиса Депая и вновь был признан лучшим игроком матча.
В матче 1/8 финала против сборной Мексики за несколько минут до конца основного времени матча Роббен сумел заработать пенальти, который успешно реализовал Клас-Ян Хюнтелар. Этот гол оказался победным, и голландцы сумели выйти в 1/4 финала, где их ждала встреча с главной сенсацией чемпионата — сборной Коста-Рики. В напряжённом матче счёт открыть не удалось ни в основное, ни в дополнительное время, и лишь в серии послематчевых пенальти «оранжевые» смогли одержать победу (Роббен реализовал свой удар). Однако в полуфинале сборная Нидерландов потерпела поражение от Аргентины, на этот раз уступив в серии одиннадцатиметровых (хотя сам Роббен в этой серии забил).
Однако в матче за 3-е место голландцы победили хозяев чемпионата бразильцев со счётом 3:0 и стали бронзовыми призёрами мундиаля. Уже в самом начале матча Роббен сумел заработать пенальти, успешно реализованный Робином Ван Перси, и после окончания встречи вновь был признан лучшим игроком матча. По итогам чемпионата Арьен был удостоен Бронзового мяча турнира (Серебряный и Золотой мячи получили Томас Мюллер и Лионель Месси соответственно).
28 августа 2015 года Арьен стал капитаном сборной вместо Робина ван Перси.
В отборочном турнире к чемпионату Европы 2016 года голландцы заняли 4 место в группе и не смогли пробиться на чемпионат.
10 октября 2017 года Роббен объявил о решении завершить карьеру в сборной Нидерландов. Об этом 33-летний футболист сообщил после домашнего матча отборочного турнира чемпионата мира по футболу 2018 года против Швеции (2:0). Несмотря на победу и дубль Роббена, оранжевые заняли третье место в группе и на чемпионат не попали. За 14 лет выступлений за сборную Арьен провел 96 матчей, в которых отметился 37 голами, стал обладателем бронзовой и серебряной медали чемпионата мира и бронзовой медали чемпионата Европы.

## Статистика
| Выступление      | Выступление      | Выступление      | Чемпионат | Чемпионат | Кубки | Кубки | Еврокубки | Еврокубки | Прочие | Прочие | Итого | Итого |
| Клуб             | Лига             | Сезон            | Игры      | Голы      | Игры  | Голы  | Игры      | Голы      | Игры   | Голы   | Игры  | Голы  |
| ---------------- | ---------------- | ---------------- | --------- | --------- | ----- | ----- | --------- | --------- | ------ | ------ | ----- | ----- |
| Гронинген        | Эредивизи        | 2000/2001        | 18        | 2         | 0     | 0     | 0         | 0         | 0      | 0      | 18    | 2     |
| Гронинген        | Эредивизи        | 2001/2002        | 28        | 6         | 6     | 4     | 0         | 0         | 0      | 0      | 34    | 10    |
| Гронинген        | Итого            | Итого            | 46        | 8         | 6     | 4     | 0         | 0         | 0      | 0      | 52    | 12    |
| ПСВ              | Эредивизи        | 2002/2003        | 33        | 12        | 3     | 0     | 4         | 1         | 1      | 0      | 41    | 13    |
| ПСВ              | Эредивизи        | 2003/2004        | 23        | 5         | 2     | 0     | 8         | 2         | 1      | 1      | 34    | 8     |
| ПСВ              | Итого            | Итого            | 56        | 17        | 5     | 0     | 12        | 3         | 2      | 1      | 75    | 21    |
| Челси            | Премьер-лига     | 2004/2005        | 18        | 7         | 4     | 0     | 5         | 1         | 4      | 1      | 31    | 9     |
| Челси            | Премьер-лига     | 2005/2006        | 28        | 6         | 4     | 1     | 6         | 0         | 2      | 0      | 40    | 7     |
| Челси            | Премьер-лига     | 2006/2007        | 21        | 2         | 4     | 0     | 7         | 1         | 4      | 0      | 36    | 3     |
| Челси            | Итого            | Итого            | 67        | 15        | 10    | 1     | 18        | 2         | 10     | 1      | 105   | 19    |
| Реал Мадрид      | Примера          | 2007/2008        | 21        | 4         | 2     | 1     | 5         | 0         | 0      | 0      | 28    | 5     |
| Реал Мадрид      | Примера          | 2008/2009        | 29        | 7         | 0     | 0     | 6         | 1         | 2      | 0      | 37    | 8     |
| Реал Мадрид      | Итого            | Итого            | 50        | 11        | 2     | 1     | 11        | 1         | 2      | 0      | 65    | 13    |
| Бавария          | Бундеслига       | 2009/2010        | 24        | 16        | 3     | 3     | 10        | 4         | 0      | 0      | 37    | 23    |
| Бавария          | Бундеслига       | 2010/2011        | 14        | 12        | 2     | 1     | 2         | 0         | 0      | 0      | 18    | 13    |
| Бавария          | Бундеслига       | 2011/2012        | 24        | 12        | 3     | 2     | 9         | 5         | 0      | 0      | 36    | 19    |
| Бавария          | Бундеслига       | 2012/2013        | 16        | 5         | 5     | 4     | 9         | 4         | 1      | 0      | 31    | 13    |
| Бавария          | Бундеслига       | 2013/2014        | 28        | 11        | 5     | 4     | 10        | 4         | 2      | 2      | 45    | 21    |
| Бавария          | Бундеслига       | 2014/2015        | 21        | 17        | 2     | 0     | 7         | 2         | 0      | 0      | 30    | 19    |
| Бавария          | Бундеслига       | 2015/2016        | 15        | 4         | 3     | 0     | 3         | 2         | 1      | 1      | 22    | 7     |
| Бавария          | Бундеслига       | 2016/2017        | 26        | 13        | 3     | 0     | 8         | 3         | 0      | 0      | 37    | 16    |
| Бавария          | Бундеслига       | 2017/2018        | 21        | 5         | 4     | 2     | 9         | 0         | 0      | 0      | 34    | 7     |
| Бавария          | Бундеслига       | 2018/2019        | 12        | 4         | 2     | 0     | 4         | 2         | 1      | 0      | 19    | 6     |
| Бавария          | Итого            | Итого            | 201       | 99        | 32    | 16    | 71        | 26        | 5      | 3      | 309   | 144   |
| Всего за карьеру | Всего за карьеру | Всего за карьеру | 420       | 150       | 55    | 22    | 112       | 32        | 19     | 5      | 606   | 209   |

### Голы за сборную
| Голы Роббена за сборную Нидерландов | Голы Роббена за сборную Нидерландов | Голы Роббена за сборную Нидерландов | Голы Роббена за сборную Нидерландов | Голы Роббена за сборную Нидерландов | Голы Роббена за сборную Нидерландов |
| №                                   | Дата                                | Соперник                            | Счёт                                | Соревнование                        |                                     |
| ----------------------------------- | ----------------------------------- | ----------------------------------- | ----------------------------------- | ----------------------------------- | ----------------------------------- |
| 1                                   | 11 октября 2003                     | Молдавия                            | 5:0                                 | Квалификация к ЧЕ-2004              |                                     |
| 2                                   | 18 февраля 2004                     | США                                 | 1:0                                 | Товарищеский матч                   |                                     |
| 3                                   | 17 ноября 2004                      | Андорра                             | 3:0                                 | Квалификация к ЧМ-2006              |                                     |
| 4                                   | 4 июня 2005                         | Румыния                             | 2:0                                 | Квалификация к ЧМ-2006              |                                     |
| 5                                   | 17 августа 2005                     | Германия                            | 2:2                                 | Товарищеский матч                   |                                     |
| 6                                   | 17 августа 2005                     | Германия                            | 2:2                                 | Товарищеский матч                   |                                     |
| 7                                   | 11 июня 2006                        | Сербия и Черногория                 | 1:0                                 | Чемпионат мира 2006                 |                                     |
| 8                                   | 16 августа 2006                     | Ирландия                            | 4:0                                 | Товарищеский матч                   |                                     |
| 9                                   | 1 июля 2008                         | Уэльс                               | 2:0                                 | Товарищеский матч                   |                                     |
| 10                                  | 13 июня 2008                        | Франция                             | 4:1                                 | Чемпионат Европы 2008               |                                     |

## Достижения

### Командные
ПСВ
- Чемпион Нидерландов: 2002/03

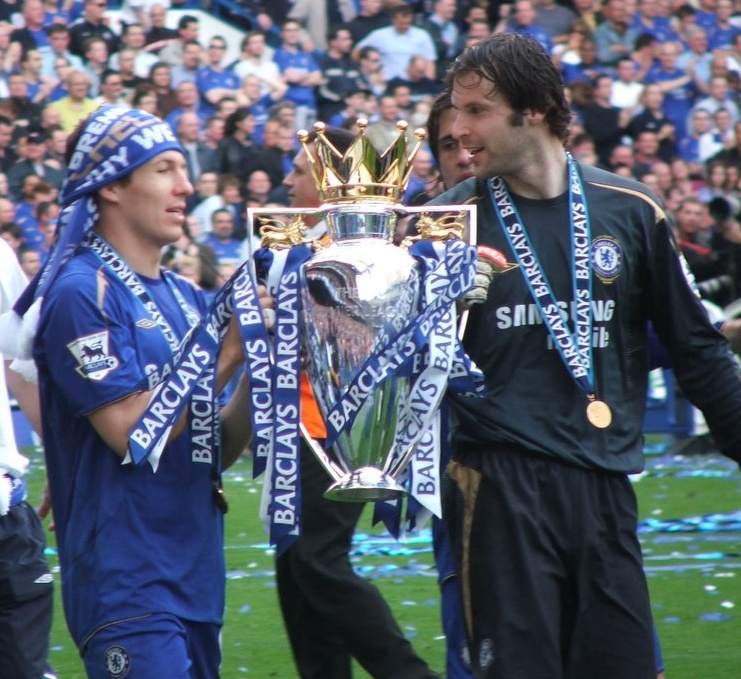
Роббен и Петр Чех с трофеем

- Обладатель Суперкубка Нидерландов: 2004

«Челси»
- Чемпион Англии (2): 2004/05, 2005/06
- Обладатель Кубка Англии: 2006/07
- Обладатель Суперкубка Англии: 2005
- Обладатель Кубка Лиги (2): 2004/05, 2006/07

«Реал Мадрид»
- Чемпион Испании: 2007/08
- Обладатель Суперкубка Испании: 2008

«Бавария»
- Чемпион Германии (8): 2009/10, 2012/13, 2013/14, 2014/15, 2015/16, 2016/17, 2017/18, 2018/19
- Обладатель Кубка Германии (5): 2009/10, 2012/13, 2013/14, 2015/16, 2018/19
- Обладатель Суперкубка Германии (5): 2010, 2012, 2016, 2017, 2018
- Победитель Лиги чемпионов: 2012/13
- Обладатель Суперкубка УЕФА: 2013
- Победитель Клубного чемпионата мира: 2013
- Финалист Лиги чемпионов: 2009/10, 2011/12

Сборная Нидерландов
- Серебряный призёр чемпионата мира: 2010
- Бронзовый призёр чемпионата мира: 2014
- Бронзовый призёр чемпионата Европы: 2004

### Личные
- Футбольный талант года в Нидерландах: 2003
- Обладатель приза Йохана Кройфа: 2003
- Игрок месяца английской Премьер-лиги: ноябрь 2004
- Член «команды года» по версии ПФА: 2005
- Обладатель Трофея Браво: 2005
- Футболист года в Германии: 2010
- Игрок сезона в Бундеслиге по мнению VDV : 2009/10[85]
- Входит в состав символической сборной Европы по версии ESM (3): 2004/05, 2009/10, 2014/15
- Включён в состав Команды года по версии УЕФА (2): 2011, 2014
- Входит в состав символической сборной Лиги чемпионов УЕФА: 2013/14
- Лучший игрок финала Лиги чемпионов 2012/2013
- Включён в состав Команды года по версии ФИФА: 2014
- Вошёл в тройку лучших футболистов Европы по версии УЕФА: 2014
- Обладатель «Бронзового мяча» чемпионата мира 2014
- Спортсмен года в Нидерландах: 2014

## Личная жизнь
9 июня 2007 года в Гронингене Арьен Роббен женился на своей девушке Бернадьен Эйлер, с которой познакомился ещё в школьные годы. Пара воспитывает троих детей: сыновей Луку (2008 года рождения) и Кая (2012 года рождения), а также дочь Линн (2010 года рождения).
Роббен свободно владеет английским и немецким языками.